# Annelie Hägg
Annelie Hägg, folkbokförd Anneli Desideria Hägg, ogift Stattin, född 19 mars 1974 i Nässjö församling i Jönköpings län, är en svensk centerpartistisk politiker. I mars 2014 efterträdde hon Lennart Bogren som kommunalråd och kommunstyrelseordförande i Eksjö kommun efter tre år inom politiken.
Annelie Hägg är uppvuxen i Eksjö, gift med Evert Hägg (född 1968) och har två barn.